# Pfarrkirche Oslip

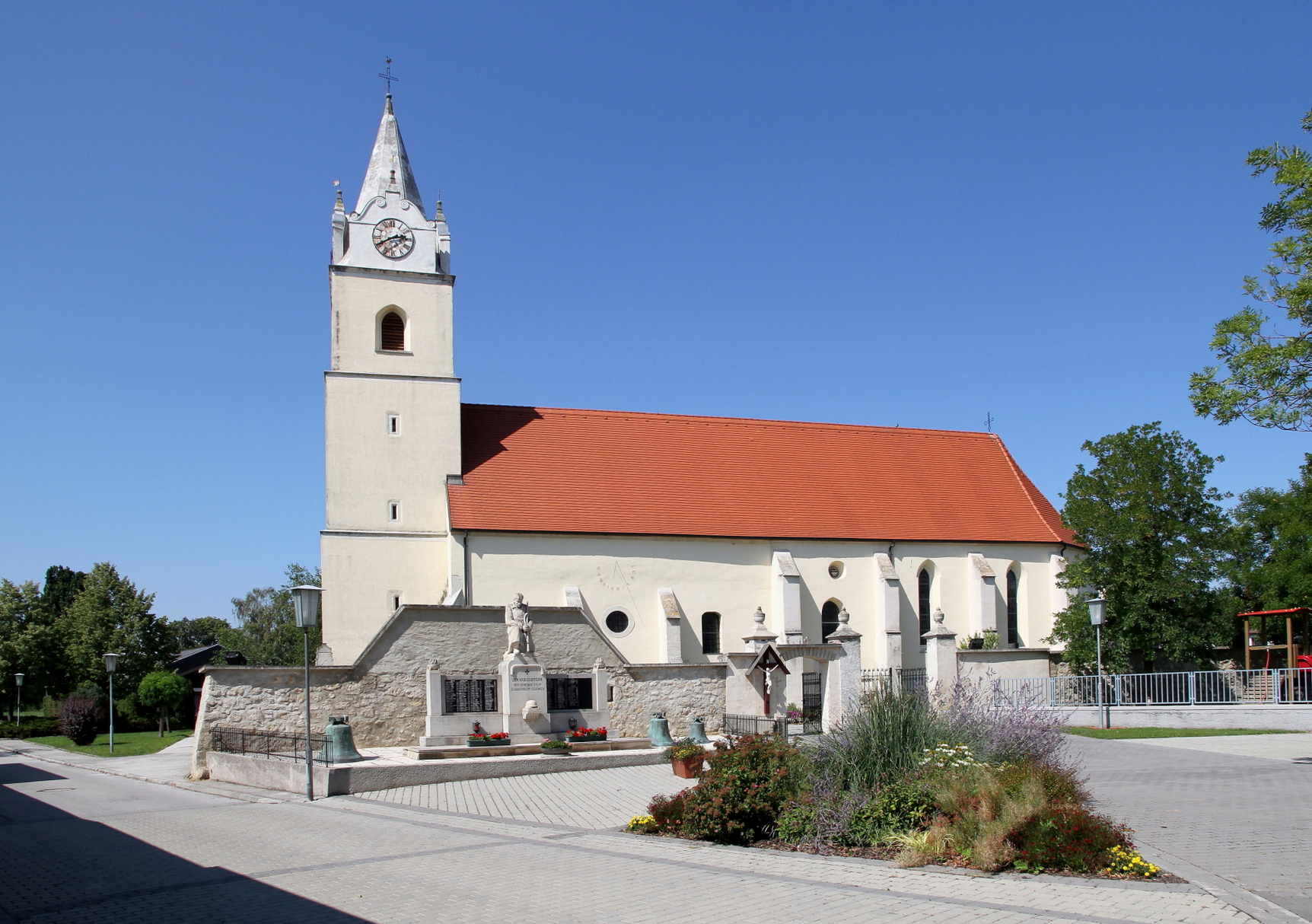
Kath. Pfarrkirche Mariä Himmelfahrt in Oslip

Die römisch-katholische Pfarrkirche Oslip steht am Nordende des Ortes abseits der Straße in der Gemeinde Oslip im Bezirk Eisenstadt-Umgebung im Burgenland. Die dem Fest Mariä Himmelfahrt geweihte Pfarrkirche gehört zum Dekanat Trausdorf in der Diözese Eisenstadt. Die Kirche steht unter Denkmalschutz.

## Geschichte
Eine mittelalterliche Pfarre wurde angenommen, welche auch in der Reformation erhalten blieb. Die gotische Kirche brannte 1683 zum Teil aus. 1898 wurde die Kirche renoviert und teils neu eingerichtet. 1953 und 1972/1973 wurde die Kirche restauriert.

## Architektur
Der mächtige dreigeschoßige und gestufte Westturm trägt mit 1892 eine Giebelpyramide und hat südseitig ein spitzbogiges Portal und Schlitzfenster. Das Langhaus hat einfach abgetreppte Strebepfeiler und hat südseitig zwei barocke Portale und Rundfenster. Der Chor hat Strebepfeiler. Der Sakristeianbau im Norden hat ein Pultdach. Außen an der Südwand gibt es Grabsteine.

## Ausstattung
Der Hochaltar trägt auf der Mensa einen neugotischen Aufsatz aus 1892 mit der Schnitzfigur hl. Maria aus der ersten Hälfte des 17. Jahrhunderts. An der Apsiswand stehen auf Rokokokonsolen die Schnitzfiguren Joachim und Anna aus der Mitte des 18. Jahrhunderts. Die Orgel aus 1974 mit 10 Registern und 2 Manualen wurde von Orgelbau M. Walcker-Mayer in Guntramsdorf gebaut.